# 西軽井沢ケーブルテレビ
株式会社西軽井沢ケーブルテレビ（にしかるいざわケーブルテレビ）は、長野県北佐久郡御代田町に所在し、同町を事業エリアとするケーブルテレビ局。スタジオはしなの鉄道線御代田駅内（元駅長室）にある。略称はテレビ西軽。
従業員は社長の石川伸一を含めても2人で、「世界一小さなテレビ局」と呼ばれる。

## 概要
1984年、喫茶店と英語塾を経営していた石川伸一が、喫茶店の一角で開局した。開局の4年前、ふらりと訪れた町議会で居眠りする議員を見て、こうした実態を皆に見てもらう必要があると考えたことがきっかけだった。石川は子供の頃から暴れん坊として町内で知られており、当初は「また変なことを始めた」と思われていたが、小さな行事もきめ細かく取材し、八百屋の店頭に置かせてもらったテレビで流して見てもらうなどするうちに、顔見知りが多く登場することもあって、契約世帯数が開局時の10から約2500（2022年時点）に増えた。

### 自主制作チャンネルについて
基本的に放送スケジュールは設定されておらず、町内で行われたイベントの取材映像や、過去に放送されていたテレビ番組の録画が不定期に放送される。後者はテレビアニメやバラエティ番組が多い。
19:00からは生放送番組が放送される。放送開始時には「隣組」がオープニングテーマとして流れる。時間が不定期のため、この生放送番組の時間になると、その時点で放送中の録画番組を中断し、強制的に始まる。
CMも自作しており、町内の人気の店などが紹介される。ビデオカメラ1台で録画された映像と後でテロップをつけたシンプルなものである。

## 主な放送チャンネル
| デジタル  | 放送局                         |
| --------- | ------------------------------ |
| TV011-012 | NHK長野総合                    |
| TV021-023 | NHK長野Eテレ                   |
| TV041-042 | テレビ信州                     |
| TV051-052 | 長野朝日放送                   |
| TV061-062 | 信越放送                       |
| TV081-082 | 長野放送                       |
| TV121     | テレビ東京                     |
| TV122     | 東京メトロポリタンテレビジョン |
| BS101-102 | NHK BS                         |
| BS141-143 | BS日テレ                       |
| BS151-153 | BS朝日                         |
| BS161-163 | BS-TBS                         |
| BS171-173 | BSテレ東                       |
| BS181-183 | BSフジ                         |
| BS191-193 | WOWOW                          |
| BS200     | BS10                           |
| BS201     | BS10スターチャンネル           |
| BS211     | BS11                           |
| BS222     | BSトゥエルビ                   |
| BS231-232 | 放送大学                       |
| BS260     | J:COM BS                       |
| BS265     | BSよしもと                     |
| BS4K101   | NHK BSプレミアム4K             |
| BS4K141   | BS日テレ 4K                    |
| BS4K151   | BS朝日 4K                      |
| BS4K161   | BS-TBS 4K                      |
| BS4K171   | BSテレ東 4K                    |
| BS4K181   | BSフジ 4K                      |
| BS4K211   | ショップチャンネル4K           |
| BS4K221   | 4K QVC                         |

| アナログ | 放送局                     |
| -------- | -------------------------- |
| 1        | 自主制作・NHK BSプレミアム |
| 2        | NHK長野総合                |
| 3        | テレビ信州                 |
| 4        | 日本テレビ                 |
| 5        | 長野放送                   |
| 6        | TBSテレビ                  |
| 8        | フジテレビ                 |
| 9        | NHK長野教育                |
| 10       | 長野朝日放送               |
| 11       | 信越放送                   |
| 12       | テレビ東京                 |
| 18       | NHK BS                     |
| 21       | NHK BSプレミアム4K         |
| 22       | テレビ朝日                 |
| 23       | BS日テレ                   |
| 24       | BS-TBS                     |
| 25       | BSフジ                     |
| 26       | BS朝日                     |
| 27       | BSテレ東                   |